# Dendronephthya castanea
Dendronephthya castanea is een zachte koraalsoort uit de familie Nephtheidae. De koraalsoort komt uit het geslacht Dendronephthya. Dendronephthya castanea werd in 1952 voor het eerst wetenschappelijk beschreven door Utinomi. 